# Castell de Dunstanburgh

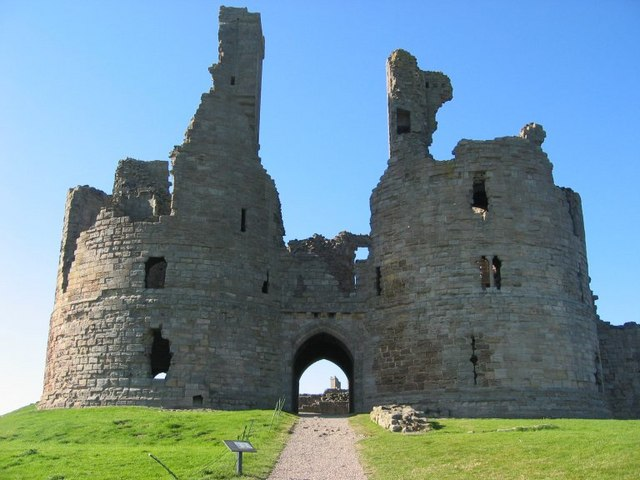
Restes de les portes.

El Castell de Dunstanburgh (en anglès:Dunstanburgh Castle) es troba en un espectacular sortint de la costa de Northumberland al nord d'Anglaterra, entre els pobles de Craster i Embelton.
El castell és el més gran que hi ha al comtat de Northumberland i el lloc mostra restes d'ocupació molt més primerenca a la construcció del castell, que es va començar l'any 1313 per ordre del Comte de Lancaster.

## Història
Proves recents demostren que el lloc del castell va ser ocupat en temps prehistòrics. no obstant això, les principals restes daten del segle xiv. L'any 1313, el Comte Thomas de Lancaster, cosí d'Eduard II d'Anglaterra, va començar la construcció d'una enorme fortalesa. Per al moment de la seva execució a l'any 1322, el castell estava pràcticament acabat. John de Gaunt va millorar el castell a la fi del segle xiv com a Duc de Lancaster.
El castell no va jugar un gran paper en la guerra fronterera contra Escòcia. A la Guerra de les Dues Roses el castell va estar en possessió de la Casa de Lancaster a 1462 i 1464. Els danys que es van produir al castell van provocar que aquest caigués en una decadència constant. Es va seguir deteriorant durant molts anys, i fins i tot van robar part de les seves pedres per construir altres llocs a la zona.
Actualment el castell està en possessió del Nacional Trust i sota cura del English Heritage. És una antic monument que té el Grau I de protecció.
Es troba a la zona de la costa de Northumberland classificada com a Àrea de Bellesa Natural.
Turner va pintar en diverses ocasions el castell, generalment quan fosquejava.

## Descripció
El castell ocupa un lloc prominent a 1,5 km al nord de Crasten. Al costat sud hi ha un suau pendent que comença al castell, i que és més pronunciada en el costat nord. En el costat nord del perímetre, ja a la Badia d'Embleton, forma un penya-segat d'uns 45 metres. El cap en si forma part de la Gran Whin Sill, una formació geològica que s'estenc al llarg de Northumberland.
Hi ha signes de camps de cultius medievals en els vessants propers al castell – una possible prova de l'agricultura dels habitants del castell.
L'actual castell tanca per complet el cap de 4,5 ha. El sud de la fortalesa està protegit per una llarga paret amb dues torres rectangulars (Torres Constable i Egyncleugh), dues torrasses i una gran porta amb dues torres bessones a la cantonada occidental. Des de la porta, el mur ens porta cap al nord, al llarg del cim del pujol, a una torre de vigilància rectangular, conegut com la Torre de Lilburn.
Les torres bessones de la porta servien com a principal bloc residencial del castell. Amb John de Gaunt, la porta d'accés va ser bloquejada, i l'entrada al castell donava a l'esquerra i prosseguia a través d'un mur i una torre, tot això feia que l'entrada al castell fos una Torre de l'Homenatge més segura. La zona posterior de les torres bessones de la porta va ser tancada amb un pati i una torre per formar una sala interior, amb accés al costat est.
Composta per dues torres en forma de D, la porta-torre de l'homenatge és una obra mestra del disseny de castells del segle xiv. Cada torre tenia quatre plantes, i al principi estaven coronades per quatre torretes d'uns 24 m sobre el nivell del sòl. El camí d'entrada estava protegit per portes en cada extrem i dues línies de casernes a nivell del sòl. A la primera planta, la torre estava dividida en tres habitacions, la sala central controlava el mecanisme de la porta. En la segona planta sobre el nivell del sòl hi havia una gran estada que travessava tota la planta, i contenia un hall i unes habitacions. La disposició de les altres plantes no ha arribat als nostres dies.
El castell té un alt nivell d'obra de paleta, comoditat i disseny, i probablement estava destinat a albergar al Comte Thomas i tot el seu seguici. A les Torres Lilburn i Constable, i en la porta, hi ha unes sales i habitacions ben equipades i il·luminades i amb xemeneies. Les terres del mig del castell podien haver servit com una zona d'acantonament de tropes.
Proves recents suggereixen que hi deuria haver-hi una construcció defensiva addicional pel castell, que contingués els terrenys del fort principal. Aquestes proves han revelat una muralla que s'iniciava en el nord, prop de la Torre Lilburn i s'estenia per la costa cap a l'est, on va deuria haver-hi un port medieval.

## Galeria

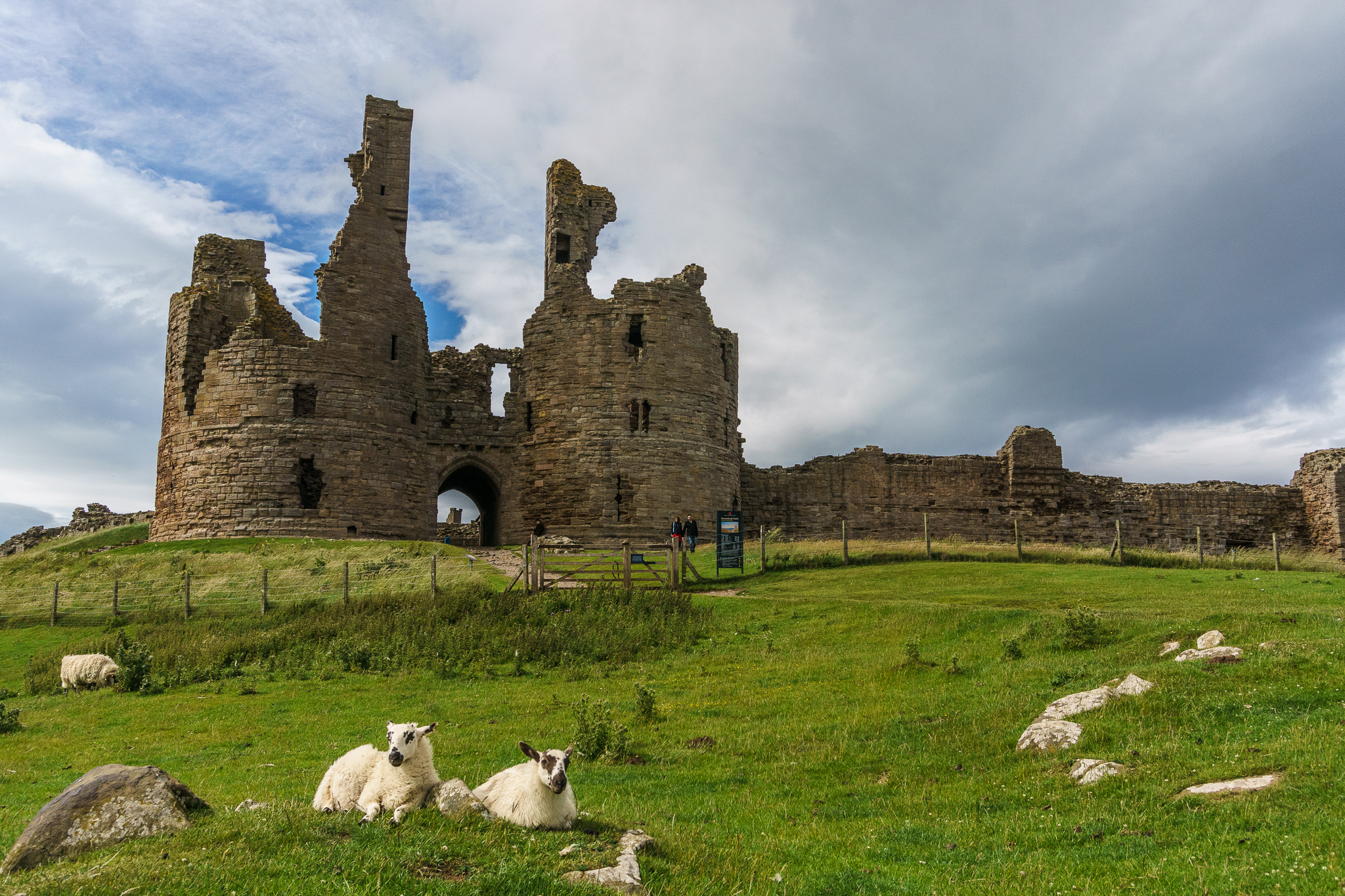
Castell de Dunstanburgh des del sud-oest
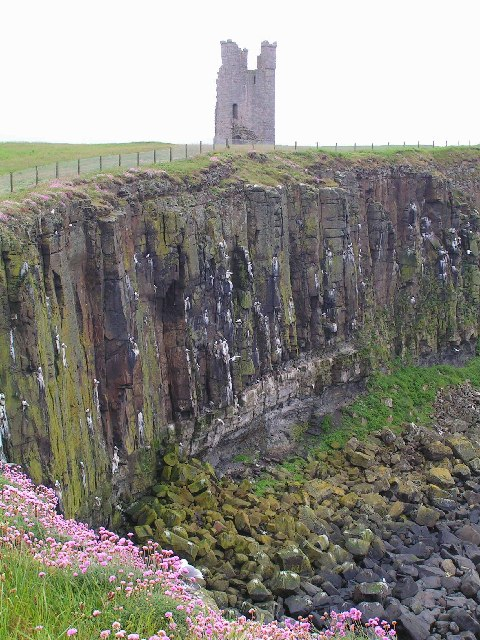
Els penya-segats Gull Crag i la Lilburn Tower
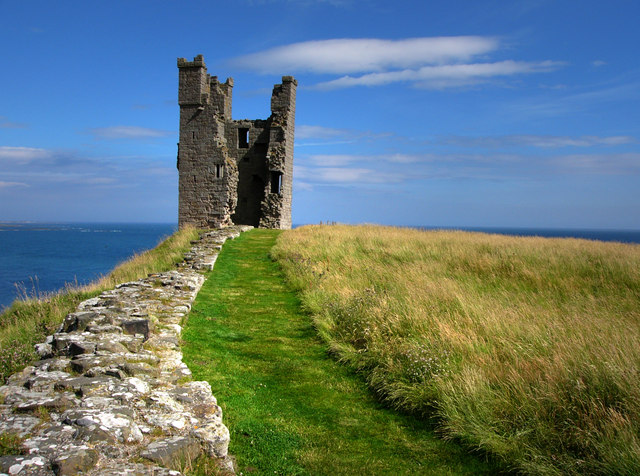
Lilburn Tower, vista des de la vora del camí
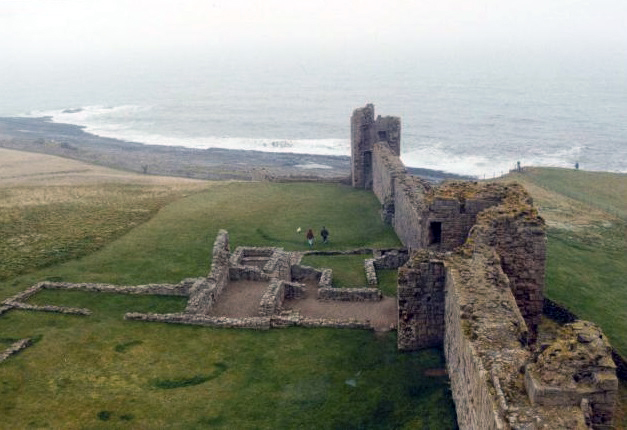
Les restes de la Constable Housei dels edificis (a l'esquerra) i la Torre (dreta)
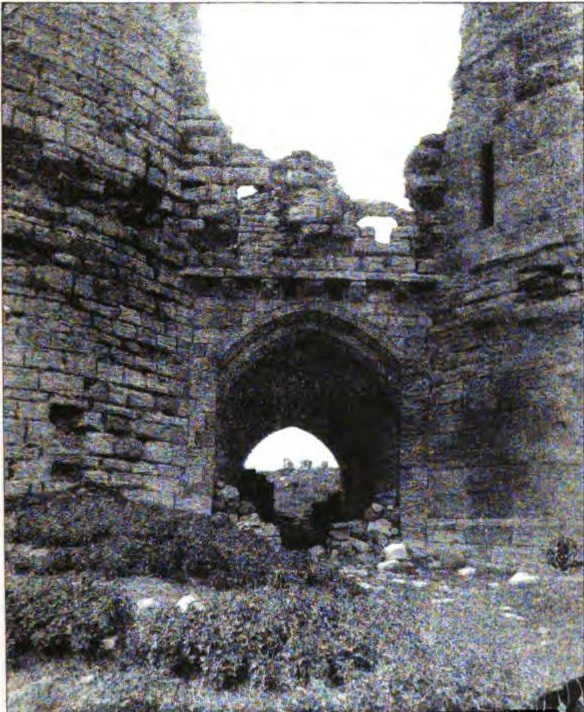
La Great Gatehouse l'any 1884, mostrant el passatge parcialment bloquejat
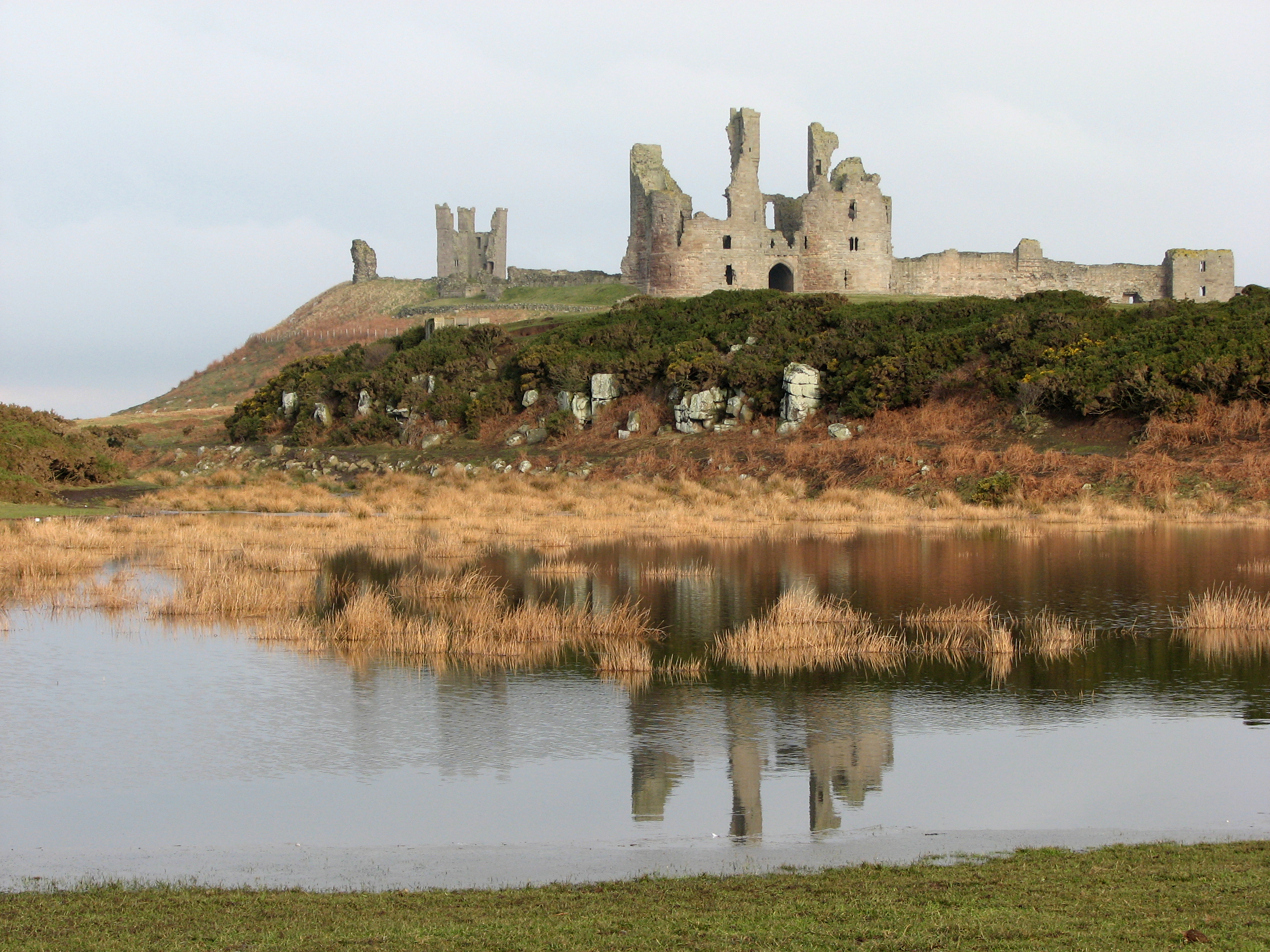
El castell reflectit en les restes del llac meridional